# Bitwa pod Koryntem
Bitwa pod Koryntem – starcie zbrojne, które miało miejsce w roku 390 p.n.e. w trakcie wojny korynckiej 395 p.n.e.-387 p.n.e. Bitwa zakończyła się zwycięstwem Spartan nad siłami Aten, Argos i Koryntu.

## Przed bitwą
W trakcie wojny korynckiej w samym mieście Korynt oraz na terenach najbardziej narażonych na skutki wojny powstała silna frakcja arystokratyczna, która jeszcze przed rokiem 395 p.n.e. opowiadała się po stronie Sparty. W wyniku zmiany sojuszu zwolennicy Spartan zostali zamordowani a Korynt opowiedział się po stronie Argos. W następstwie tego sojuszu wielu Koryntczyków stało się ofiarami najazdów nieprzyjacielskich. Sytuacja taka skłoniła Argos do ściślejszej integracji z Koryntem.
Przeciwnicy tej perspektywy zwrócili się wówczas do spartańskich dowódców wojskowych stacjonujących ze swoim regimentem w Sykionie. Spartanie zamierzali podejść pod mury Koryntu, po czym wkroczyć do miasta. Ich komendant Praksitas wyruszył wówczas na czele swojego regimentu wojsk w towarzystwie uciekinierów z Koryntu ku miastu, gdzie zajął pozycje obronne pomiędzy murami. Wzmocnione palisadami oraz wykopanymi dołami siły sojuszników korynckich zajęły pozycje na lewej flance tuż przy murze wschodnim. Na prawo od nich ustawiły się wojska z Sykionu a na prawym skrzydle stanął regiment spartański. Pozostały odcinek aż do zachodniego muru miasta umocniono i oszańcowano. 
Na drugi dzień pod miastem pojawiły się siły przeciwnika. W skład tych wojsk weszli peltaści pod wodzą Ifikratesa, następnie oddziały z Argos i wojska korynckie ustawione na lewym skrzydle. Na tyłach Spartan znajdowała się także załoga beocka miasta. Siły spartańskie szacowane są na około 600–800 ludzi wspieranych przez około 150 korynckich sojuszników. Liczba Sykiończyków nie jest znana. Spartanie górowali jednak liczbą wojska nad przeciwnikiem. 

## Bitwa
Jako pierwsze do ataku przystąpiły wojska Argos, które pomaszerowały na Sykiończyków. W wyniku walki siły z Sykionu zostały pobite i zmuszone do ucieczki. Zwycięzcy podjęli pościg, ściagając przeciwnika w kierunku wybrzeża. Wojska z Sykionu zanotowały znaczne straty. Z pomocą pokonanym przybyła wkrótce jazda spartańska, jednak po utracie wielu ludzi wycofała się.  
Równocześnie sprzymierzeńcom Spartan z Koryntu udało się pokonać w walce peltastów Ifikratesa, których ścigano aż pod mury Koryntu. Z niepełnego opisu Ksenofonta wynika, że Spartanie zmierzyli się z wojskami Argos, co mogło świadczyć o pokonaniu przez tych ostatnich korynckich sprzymierzeńców Spartan. Siły Argos obawiając się unicestwienia miały zwrócić się ku Sykiończykom, a następnie podjęły próbę wycofania się przed próbującymi okrążyć ich Spartanami. W trakcie tego manewru zostali zepchnięci ku murom Koryntu. W momencie gdy naprzeciwko wojsk Argos pojawili się sprzymierzeńcy Spartan z Koryntu, w szeregach tych pierwszych wybuchła panika. Spartanie i ich sprzymierzeńcy uderzyli na wroga, zabijając wielu z nich na niewielkiej przestrzeni. Znaczne straty poniosła też załoga beocka portu. Wielu z obrońców próbując przedostać się na wybrzeże toczyło walki z atakującymi ich Spartanami. 
Brak jest informacji na temat wielkości strat poniesionych przez obie strony, Ksenofont pisze jednak o wielkiej ilości zabitych pod murami Koryntu żołnierzy z Argos. Po bitwie Praksitas zajął Lechajon i inne położone na wschód od Koryntu miejscowości, umacniając je i obsadzając swoimi załogami. 
Zwycięstwo w bitwie nie przyniosło Spartanom sukcesu w postaci zajęcia Koryntu. Przebywający w nim ateńscy Peltaści po umocnieniu murów pozostali nadal aktywni. Wynik bitwy pod Lechajon pokazał wkrótce, że Spartanie nie są już w stanie odwrócić sytuacji na swoją korzyść. 